# Distrito Metropolitano da Ásia Central

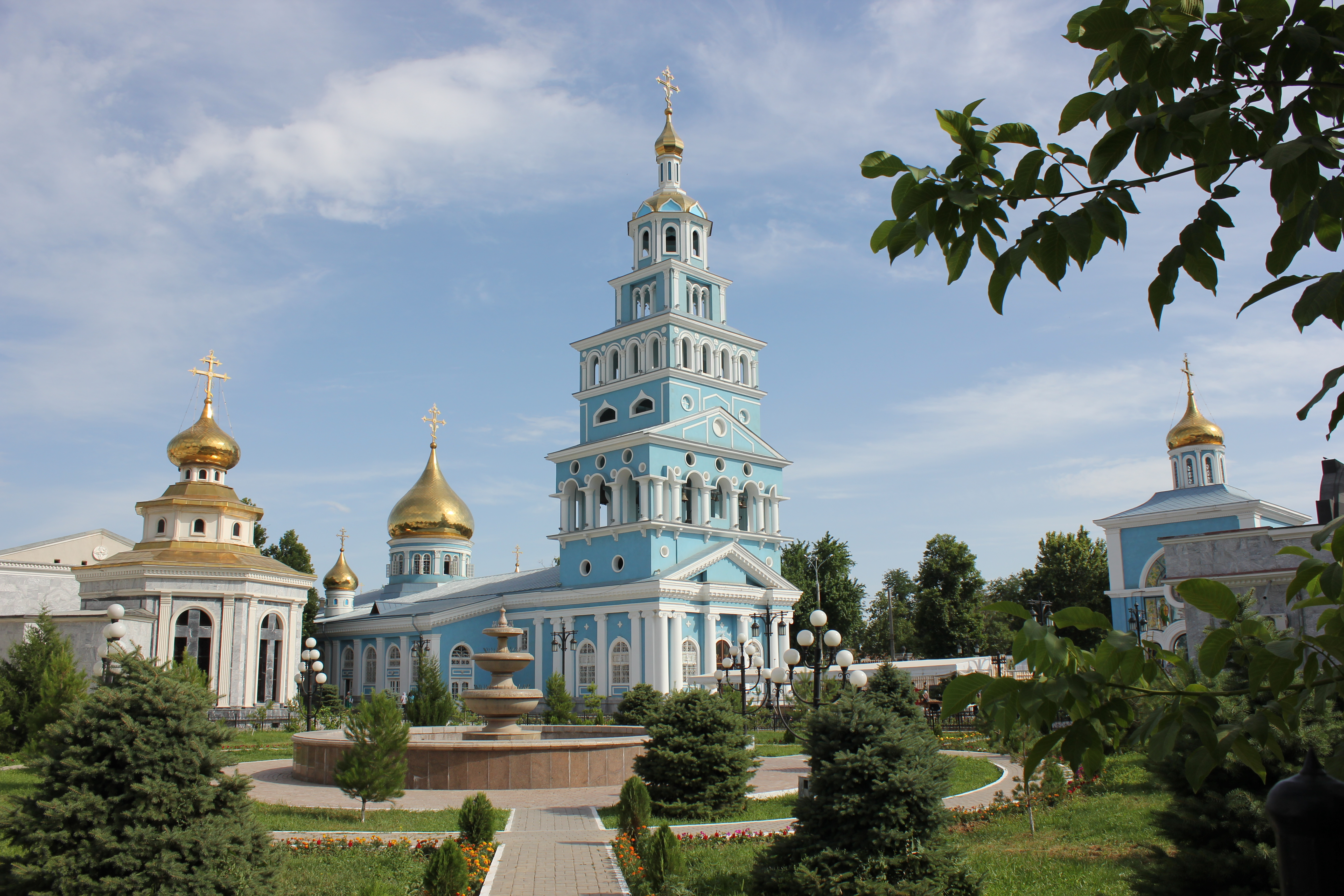
Catedral da Assunção em Tashkent

O Distrito Metropolitano da Ásia Central (russo: Среднеазиатский митрополичий округ) ou Igreja Ortodoxa da Ásia Central (russo: Православная церковь Средней Азии) é a divisão canônica da Igreja Ortodoxa Russa na Ásia Central. Ele une as dioceses de Tashkent, Bishkek e Dushanbe, bem como as paróquias patriarcais da Igreja Ortodoxa Russa no Turcomenistão.

## Dioceses
- Diocese de Tashkent e Uzbequistão;
- Paróquias patriarcais no Turcomenistão;
- Diocese de Bishkek;
- Diocese de Dushanbe.